# 히사나가촌
히사나가촌(久長村)은 돗토리현 야카미군에 설치되었던 촌이다. 현재의 돗토리시에 해당한다.

## 개요
번정시대에는 돗토리번령의 야가미군 이와타시모노쇼에 속하는 가와라촌·와타이치기촌·야이치기촌·나가세촌이 있었다
인접한 미호촌과는 공동으로 조합사무소를 설치하고 있었지만, 인정적으로 차이 없이 2촌 상태로는 후래의 이익이 되지 않는다는 이유로 촌이 발족한 지 약 4년 만에 합병되었다

## 역사
- 1876년 8월 21일 - 돗토리현 관할이 되었다.
- 1889년 10월 1일 - 정촌제 시행에 의해 야카미군 히사나가촌이 성립하였다.
- 1893년 12월 1일 - 미호촌과 합병해 가와하라촌이 성립하여, 동일 히사나가촌은 폐지되었다.